# Nonières
Nonières är en kommun i departementet Ardèche i regionen Auvergne-Rhône-Alpes i sydöstra Frankrike. Kommunen ligger  i kantonen Le Cheylard som ligger i arrondissementet Tournon-sur-Rhône. År 2018 hade Nonières 215 invånare.

## Befolkningsutveckling
Antalet invånare i kommunen Nonières
Referens: INSEE